# Język paszto
Język paszto (pasztuński, znany także jako afgański; nazwa własna ‏پښتو‎ [pəʂ'to]) – język należący do rodziny języków indoeuropejskich. Jest to język urzędowy (obok dari) w Afganistanie. Językiem tym posługują się Pasztuni na znacznym terenie rozciągającym się od Heratu w północno-zachodniej części Afganistanu, przez Farah (na zachodzie), Kandahar (na południu), po Dżalalabad (na wschodzie) i dalej aż po Peszawar w zachodnim Pakistanie. Ponieważ od rozpoczęcia radzieckiej interwencji w Afganistanie dochodziło do masowych migracji oraz exodusu do krajów ościennych, głównie do Pakistanu i Iranu, trudno oszacować dokładną liczbę osób mówiących w paszto. Uważa się, że około 50% mieszkańców Afganistanu posługuje się tym językiem jako pierwszym, a 10% jako drugim. Używa go na co dzień około 8 milionów Afgańczyków, 6 milionów osób w Pakistanie oraz pięćdziesiąt tysięcy w Iranie.
Język pasztuński wraz z językami staroperskim, nowoperskim, kurdyjskim, beludżi oraz wymarłymi dialektami średniowiecznymi należy do grupy języków irańskich, którymi posługuje się około 170 milionów ludzi na terytorium rozciągającym się od wschodniej Turcji po Pakistan i zachodnią część Indii.
Istnieją dwie podstawowe odmiany: paszto w Afganistanie, której wersja standardowa oparta jest na dialekcie miasta Kandahar oraz pachto w Pakistanie, oparta na dialekcie Peszawaru. Artykuł 35. Konstytucji Afganistanu głosi, że do obowiązków
państwa należy przygotowanie programu rozwoju i umocnienia pozycji paszto jako języka urzędowego.
Do zapisu tego języka używa się zmodyfikowanego pisma arabskiego. Najstarsze zabytki literackie pochodzą z XIII w.

## Fonetyka

### Samogłoski
[i], [e], [ə], [u], [o], [ɑ]
Oprócz tego istnieją dyftongi: [aj], [aw] i [əj].

### Spółgłoski
|                    | dwuwargowe | zębowe | szczytowe | zadziąsłowe | podniebienne | miękkopodniebienne | języczkowe | krtaniowe |
| zwarte             | p b        | t d    | ʈ ɖ       |             |              | k ɡ                | q          | ʔ         |
| szczelinowe        | f          | s z    | ʂ ʐ       | ʃ ʒ         |              | x ɣ                |            | h         |
| zwarto-szczelinowe |            | ʦ ʣ    |           | ʧ ʤ         |              |                    |            |           |
| nosowe             | m          | n      | ɳ         |             |              |                    |            |           |
| półotwarte         | w          | l      |           |             | j            |                    |            |           |
| drżące             |            | r      | ɺ̢         |             |              |                    |            |           |

Spółgłoski [f], [q] i [ʔ] występują tylko w zapożyczeniach i są zastępowane przez osoby niewykształcone przez [p], [k] i zero dźwięku.
W dialekcie peszawarskim spółgłoski szczelinowe szczytowe [ʂ] [ʐ] są zastępowane przez spółgłoski miękkopodniebienne [x] i [g], dlatego dialekt ten określany jest jako pachto. W Kwecie są one wymawiane jako [ʃ] [ʒ], a w Paktii jako [ç] [j].
Dźwięk [ɺ̢] występuje na początku i w środku wyrazu, ale w pozycji wygłosowej jest zastępowany przez [ɻ].

## Gramatyka
Język paszto stosuje szyk zdania SOV. Wyraz określający poprzedza określany. Nie ma rodzajników. Istnieją dwa rodzaje: męski i żeński i dwa przypadki: mianownik i obiektyw, spełniający funkcję dopełniacza i biernika. W czasie przeszłym zdania są budowane tak jak w językach ergatywnych – podmiot w obiektywie, dopełnienie w mianowniku. Wiele czasowników odmienia się za pośrednictwem czasownika posiłkowego kṛo – „czynić”, na przykład xkol kṛo – „całować”, dosłownie „czynić pocałunek”; milaw kṛo – „przedstawiać”.

## Podstawowe wyrażenia

### Powitania
- assalam alaykum – pokój wam – zwykłe powitanie
- walaykum – i wam pokój (odpowiedź na powitanie)
- salam – pokój – krótka wersja powitania
- stəray mə še – dosł. nie bądź zmęczony; do pracującego mężczyzny
- stəra mə še – dosł. nie bądź zmęczona; do pracującej kobiety
- xwar mə še – dosł. nie bądź chory; odpowiedź na powyższe; do mężczyzny
- xwara mə še – dosł. nie bądź chora; do kobiety

### Pytania o zdrowie
- cənga je – jak się masz (i do kobiet, i do mężczyzn)
- (ʂə) ǰoṛ ye? – czy jesteś zdrów? (do mężczyzn)
- (ʂa) ǰoṛa ye? – czy jesteś zdrowa? (do kobiet)
- pə xayr ye? – dosł. czy jesteś w dobru? (i do kobiet, i do mężczyzn)

### Podziękowania
- mehrabani – dziękuję (dosł. uprzejmość, dobroć)
- tašakur – dziękuję
- salamat ose – dziękuję (dosł. żyj zdrów/zdrowa)

### Pożegnania
- xuday pə aman – do widzenia (dosł. w Bożej opiece)
- pə məxa de ʂa – do widzenia (dosł. w twoją twarz dobro)

### Liczebniki
- 1 yaw
- 2 dwa
- 3 dre
- 4 calor
- 5 pindzə
- 6 špaʐ
- 7 owə
- 8 atə
- 9 nə
- 10 ləs